# Lac Ñorquinco
Le lac Ñorquinco est un lac d'Argentine d'origine glaciaire situé dans le département d'Aluminé de la province de Neuquén, en Patagonie. 

## Géographie
Le lac est de type glaciaire et occupe une vallée perpendiculaire à la Cordillère des Andes, ancien lit d'un glacier. Il s'étend sur une longueur de près de 7 kilomètres.

Il est situé 20 kilomètres au sud du lac Moquehue et 25 kilomètres au sud-ouest du lac Aluminé.

Au départ de son extrémité nord-ouest, une route, la provinciale no 11, le relie au lac Moquehue et à la localité de Villa Pehuenia. 
La rive sud du lac Ñorquinco fait partie du parc national Lanín.

## Hydrologie
Par son extrémité occidentale, le lac Ñorquinco reçoit l'émissaire du lac Pilhue situé moins de cinq kilomètres à l'ouest.
Au niveau de sa rive nord, il est séparé par une étroite bande de terre du lac Nompehuen qui lui donne ses eaux.
Le lac Ñorquinco fait partie du bassin versant du fleuve río Negro. Son émissaire, le río Pulmari, prend naissance à son extrémité orientale. Après avoir traversé le lac Pulmari, il se jette dans le río Aluminé qui lui-même conflue plus au sud avec le río Chimehuin.

## La forêt
Le lac Ñorquinco est entouré d'une fort belle et dense forêt andino-patagonique, avec présence abondante d'Araucaria araucana. Il y a aussi d'importants peuplements de lengas (Nothofagus pumilio). Cette forêt n'a pas été altérée par la présence ou les activités humaines. La flore et la faune locales affichent donc un excellent état de conservation. 
Les environs du lac sont superbes : plages et rochers, divers plans d'eau, cascades, bois et forêts. Ses côtes n'ont pas de population permanente. Près du lac, sur sa rive nord-ouest, il existe un camping, unique lieu de logement dans le secteur. 
Comme seul centre habité dans la région, il n'y a qu'un haras militaire, situé près du lac Pulmari.